# Église Saint-Étienne de Mortagne-sur-Gironde
L'église Saint-Étienne est une église située à Mortagne-sur-Gironde, dans le département français de la Charente-Maritime en région Nouvelle-Aquitaine.

## Historique
Les origines de cette église remontent au moins au XIIe siècle, même s'il ne subsiste plus guère d'éléments datant de cette période, sinon quelques pans de murs (parties du chevet et du transept) et une série de chapiteaux historiés au niveau des croisillons (inscrits aux monuments historiques).
Au Moyen Âge, elle est une des deux églises paroissiales de la ville, avec l'église Notre-Dame, aujourd'hui disparue. Siège d'un prieuré conventuel augustinien, elle a autorité sur plusieurs paroisses alentour, dont Cozes, Saint-Seurin-d'Uzet, Gémozac ou Champagnolles[réf. nécessaire]. Incendiée et pillée durant les Guerres de religion par les troupes d'Agrippa d'Aubigné, elle est reconstruite une fois la paix revenue, mais est de nouveau en fort mauvais état au début du XVIIIe siècle.
Une grande campagne de travaux est menée à partir de 1769, sous la direction du tailleur de pierre Martin Blondeau et du charpentier Daniel Maurice. Au siècle suivant, le clocher, fissuré, nécessite une surveillance constante. Après délibérations, il est finalement décidé d'en construire un nouveau. Deux architectes s'opposent quant au parti à mettre en œuvre : Gustave Alaux, adepte du style néogothique, et Antoine Brossard, tenant du néoclassicisme. La proposition d'Alaux l'emporte finalement, et en 1859, le clocher-porche en pierre de Bourg, couronné d'une flèche servant d'amer aux navigateurs, est édifié. Il est repris en 1870 par l'architecte Aimé Bonnet. Les travaux de sculpture du clocher-porche sont assurés par Aristide Belloc. 
L'église Saint-Étienne, d'une grande sobriété, est en forme de croix latine. Elle comprend une nef unique de quatre travées, éclairée par une série de baies en plein cintre où ont été placés des vitraux colorés, issus des ateliers Dagrant et datant de 1889. Le transept conserve une série de chapiteaux médiévaux, seules survivances de l'ancienne église. Des pilastres servent d'appui à une voûte d'arêtes en anse de panier, qui couvre la quasi-totalité de l'édifice. En ciment armé, elle date de la fin du XIXe siècle et remplace un ancien lambris[réf. nécessaire]. De nombreux indices semblent indiquer la présence d'une crypte sous le croisillon nord ; la tradition veut que des compagnons de Charlemagne y aient été inhumés. Plusieurs religieux et différentes personnalités mortagnaises sont enterrées sous les dalles de l'église, suivant une coutume ancienne.
Le mobilier de l'église comprend un retable d'époque Louis XVIII, dans un goût proche de celui de Saujon, une chaire Louis XIII, un chemin de croix du XVIIIe siècle et une statuaire datant essentiellement du XIXe siècle.
L'église est inscrite au titre des monuments historiques par arrêté du 6 mars 1987.

## Galerie

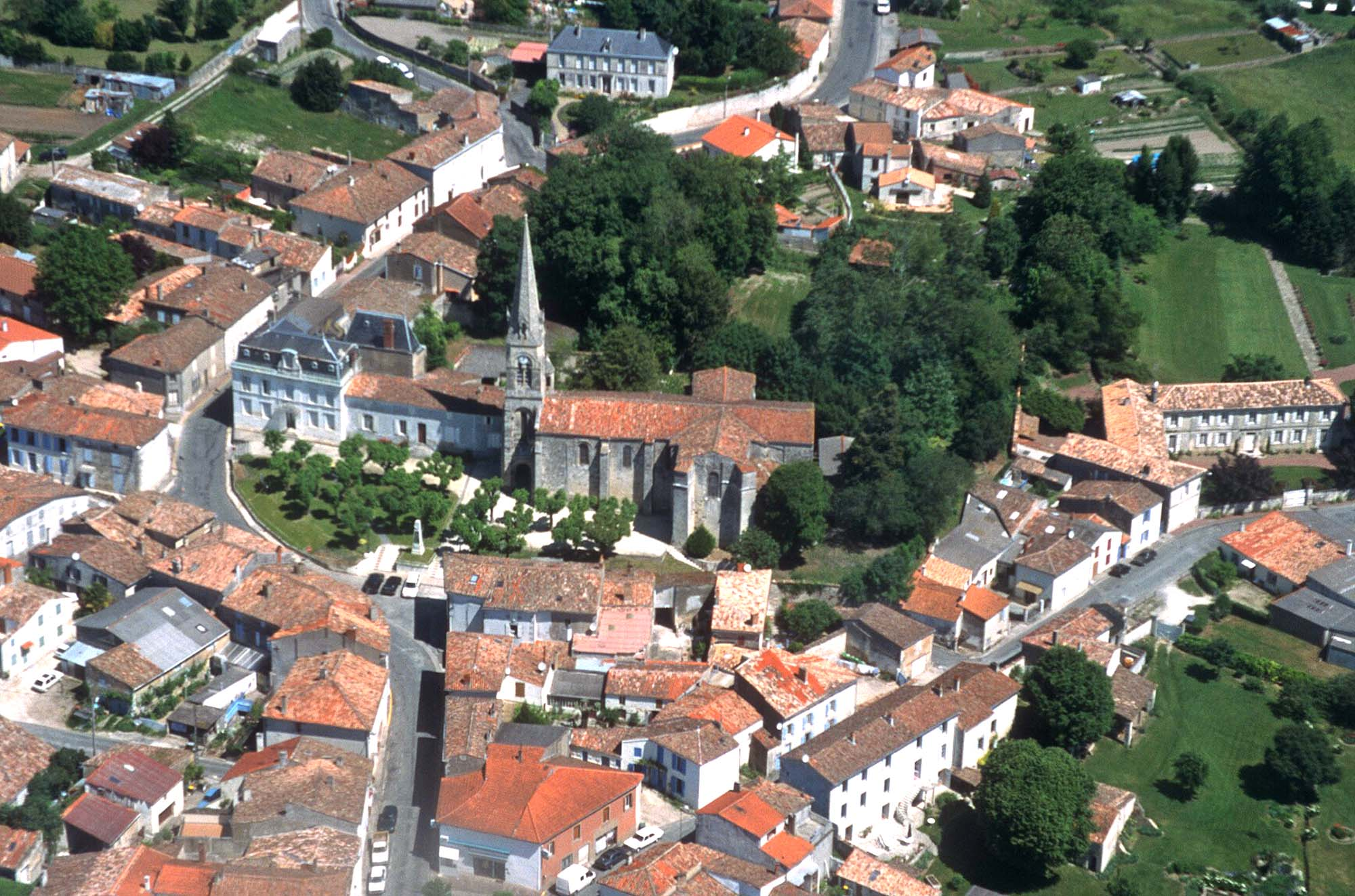